# Feugères
Feugères ist eine französische Gemeinde mit 353 Einwohnern (Stand 1. Januar 2022) im Département Manche in der Region Normandie. Sie gehört zum Arrondissement Coutances und zum Kanton Agon-Coutainville. 
Sie grenzt im Nordwesten an Saint-Martin-d’Aubigny, im Norden an Marchésieux, im Nordosten an Remilly Les Marais mit Le Mesnil-Vigot, im Osten an Marigny-Le-Lozon mit Lozon, im Südosten an Hauteville-la-Guichard, im Süden an Montcuit und im Südwesten  an Saint-Sauveur-Villages mit Le Mesnilbus.

## Bevölkerungsentwicklung
| Jahr      | 1962 | 1968 | 1975 | 1982 | 1990 | 1999 | 2008 | 2018 |
| --------- | ---- | ---- | ---- | ---- | ---- | ---- | ---- | ---- |
| Einwohner | 392  | 344  | 290  | 288  | 302  | 274  | 352  | 332  |

## Sehenswürdigkeiten

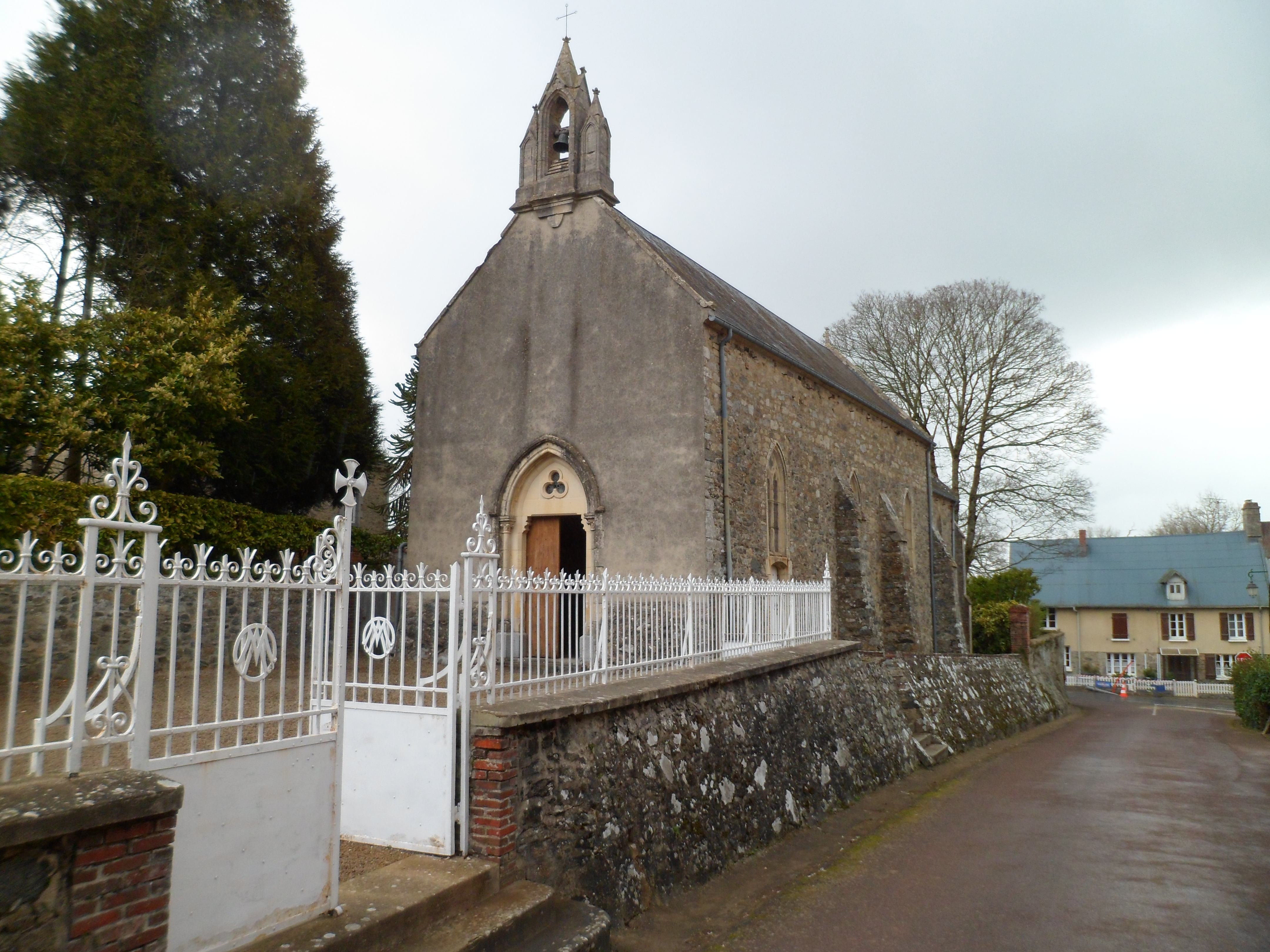
Kapelle L’Huis-Ouvert
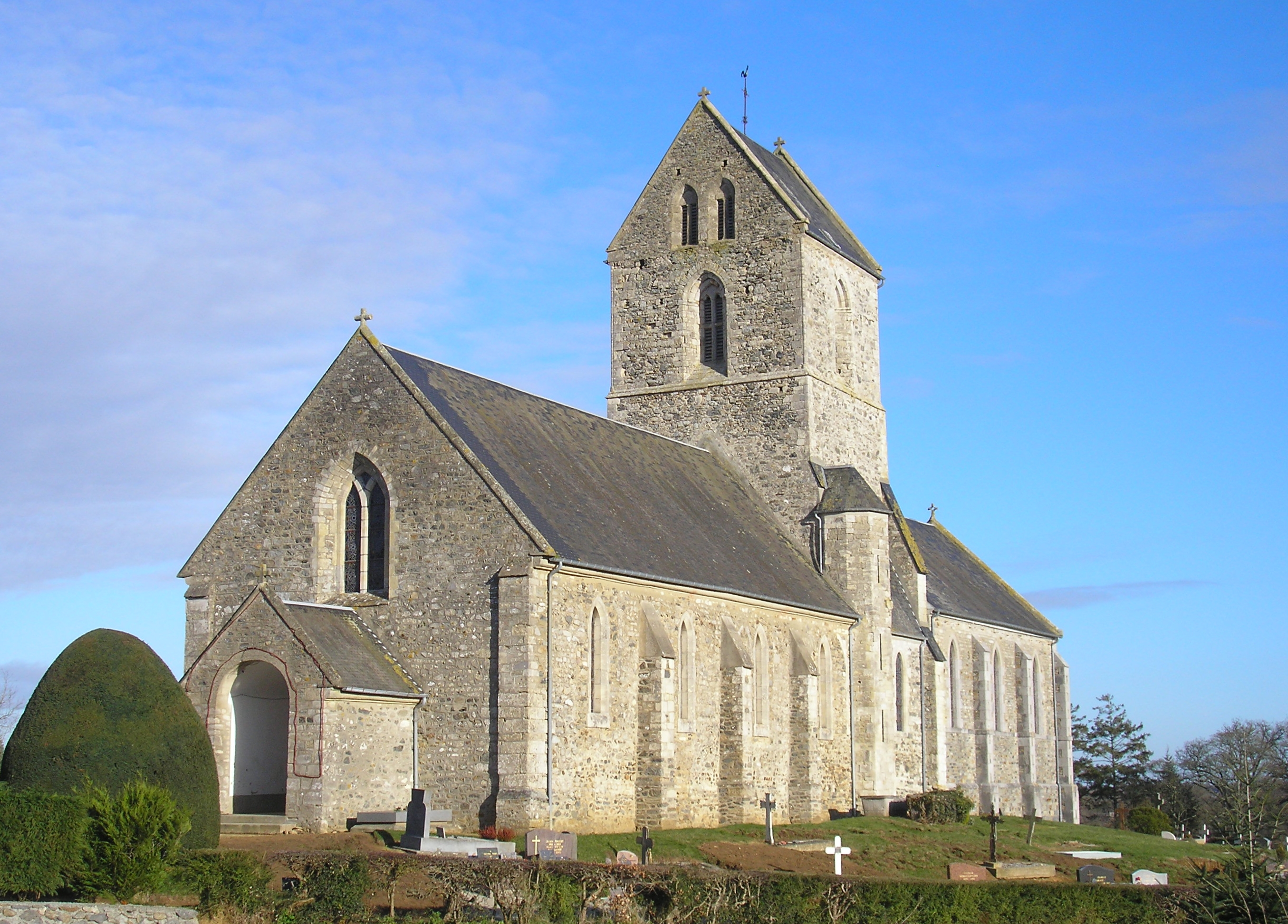
Kirche Saint-Pierre
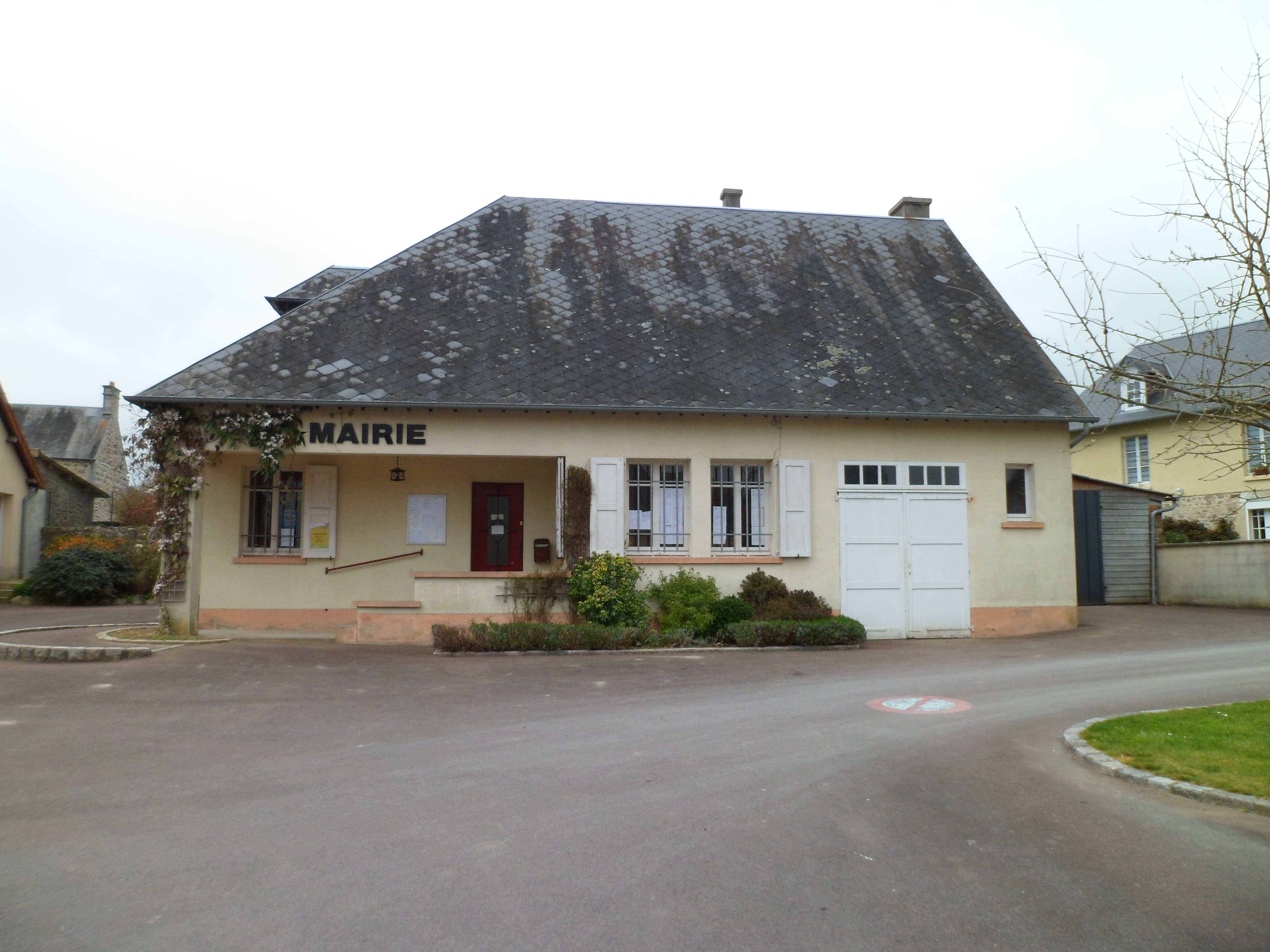
Mairie Feugères

- Kapelle L’Huis-Ouvert
- Kirche Saint-Pierre
- Mairie Feugères